# Holly Springs (Georgia)
Holly Springs è una città degli Stati Uniti d'America, situata in Georgia, nella Contea di Cherokee.